# Robert Garon
Pour les articles homonymes, voir Garon (homonymie).
Robert Garon est un archiviste québécois né le 9 décembre 1942 à Chicoutimi, au Saguenay–Lac-Saint-Jean et mort le 11 février 2012 à Québec. 

## Biographie
En 1955, à l’âge de 13 ans, il entame des études classiques dans un pensionnat de la ville de Québec, puis, en 1963, il revient dans sa région natale pour terminer ses études au séminaire de Chicoutimi. L'année suivante, il retourne à Québec pour commencer sa formation en histoire à l’Université Laval dans le but d’éventuellement devenir professeur. Il termine ses études en histoire en 1967 et prend la décision de poursuivre sa formation à Paris. Il y étudie l'histoire à la Sorbonne et l'archivistique à l'École nationale des chartes, puis revient au Québec en 1969 pour commencer à enseigner au certificat en archivistique de l’Université Laval. Il y est professeur à temps plein jusqu’en 1975, où il quitte son poste pour commencer une carrière dans la fonction publique. Durant ses années d’enseignement, il est également un membre actif de l’Association des archivistes du Québec et y tient le rôle de président de 1974 à 1976.
En 1975, il quitte son poste de professeur permanent et commence à travailler comme responsable de la gestion documentaire au ministère des Affaires intergouvernementales. En 1977, il accepte un poste de conservateur-adjoint aux Archives nationales du Québec (ANQ), puis en devient le directeur trois ans plus tard. Il occupe ce poste durant 20 ans, avant de donner sa démission en 2000.

## Contributions
Robert Garon a été un acteur marquant pour l’archivistique québécoise, canadienne et francophone, comme en témoigne l’ouvrage La gestion d’un centre d’archives: Mélanges en l’honneur de Robert Garon (2003), réalisé sous la direction de Louise Gagnon-Arguin et de Jacques Grimard. Son apport le plus important dans le monde de l’archives reste sans doute le rôle qu’il a joué dans l’élaboration de la Loi sur les archives, adoptée en 1983, en encourageant la collaboration entre le ministère des Communications, le ministère des Affaires culturelles et les Archives nationales du Québec et en incitant le milieu archivistique à prendre part au débat entourant cette loi. 
Durant sa carrière aux Archives nationales du Québec, il s’est également investi dans la normalisation des pratiques archivistiques et a élaboré ou encouragé la création de cahiers de normes archivistiques, comme l’ouvrage Normes et procédures archivistiques des Archives nationales du Québec (1987), qui en est maintenant à sa septième édition, ou les recueils qu’il a rédigé sur les normes de conservations de documents dans les milieux publics. 
Dès son arrivée dans le milieu archivistique à la fin des années 60, il s’implique dans l’Association des archivistes du Québec. En 1989, il a collaboré à la création de l’Association internationale des archives francophones (AIAF).
En 2007, l’AAQ nomme en son honneur le prix Robert-Garon, décerné sur une base biennale à un organisme ayant contribué de façon significative au développement de l’archivistique ou de la gestion des documents.

## Publications
- Archives, bibliothèques et cybergouvernement, 2003
- Les Archives nationales du Québec: soixante-quinze ans d'enracinement dans la société québécoise, 1920–1995, 1995
- L'impact de la Loi sur les archives sur la profession: une réflexion, 1989
- Les archives gouvernementales aux Archives nationales du Québec: De l’indifférence aux luttes de pouvoir, 1987
- Ce que la technique ne remplace pas: l'information, 1984
- L'Association des archiviste du Québec, 1974
- Le principe de provenance, 1969